# Laquette
Die Laquette ist ein Fluss in Frankreich, der im Département Pas-de-Calais in der Region Hauts-de-France verläuft. Sie entspringt im Gemeindegebiet von Beaumetz-lès-Aire, entwässert anfangs in Richtung Nord, schwenkt dann auf Nordost und mündet nach rund 23 Kilometern im Stadtgebiet von Aire-sur-la-Lys als rechter Nebenfluss in die Leie.

## Orte am Fluss
- Bomy
- Erny-Saint-Julien
- Enquin-les-Mines
- Estrée-Blanche
- Quernes
- Witternesse

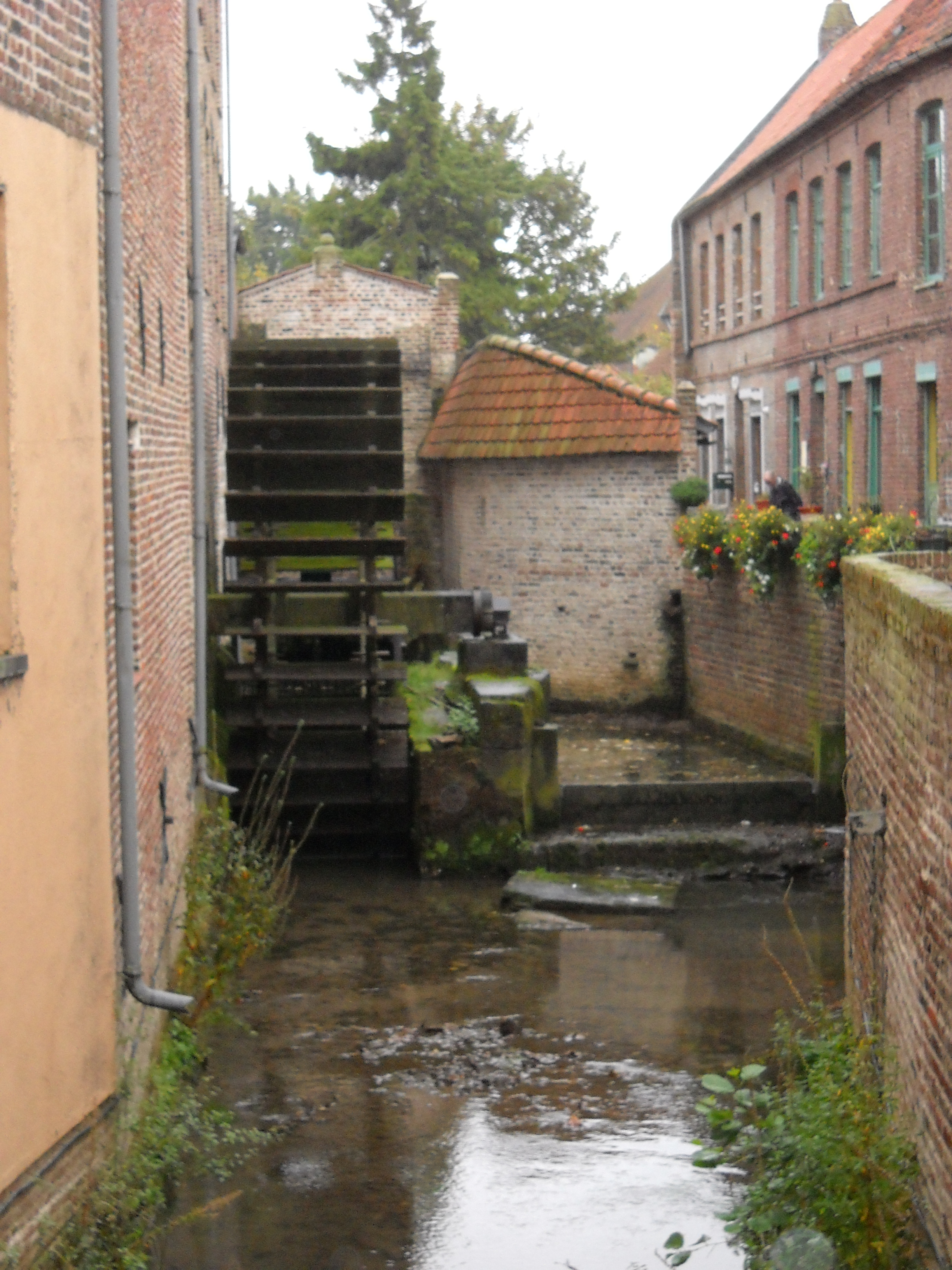
Aire-sur-la-Lys
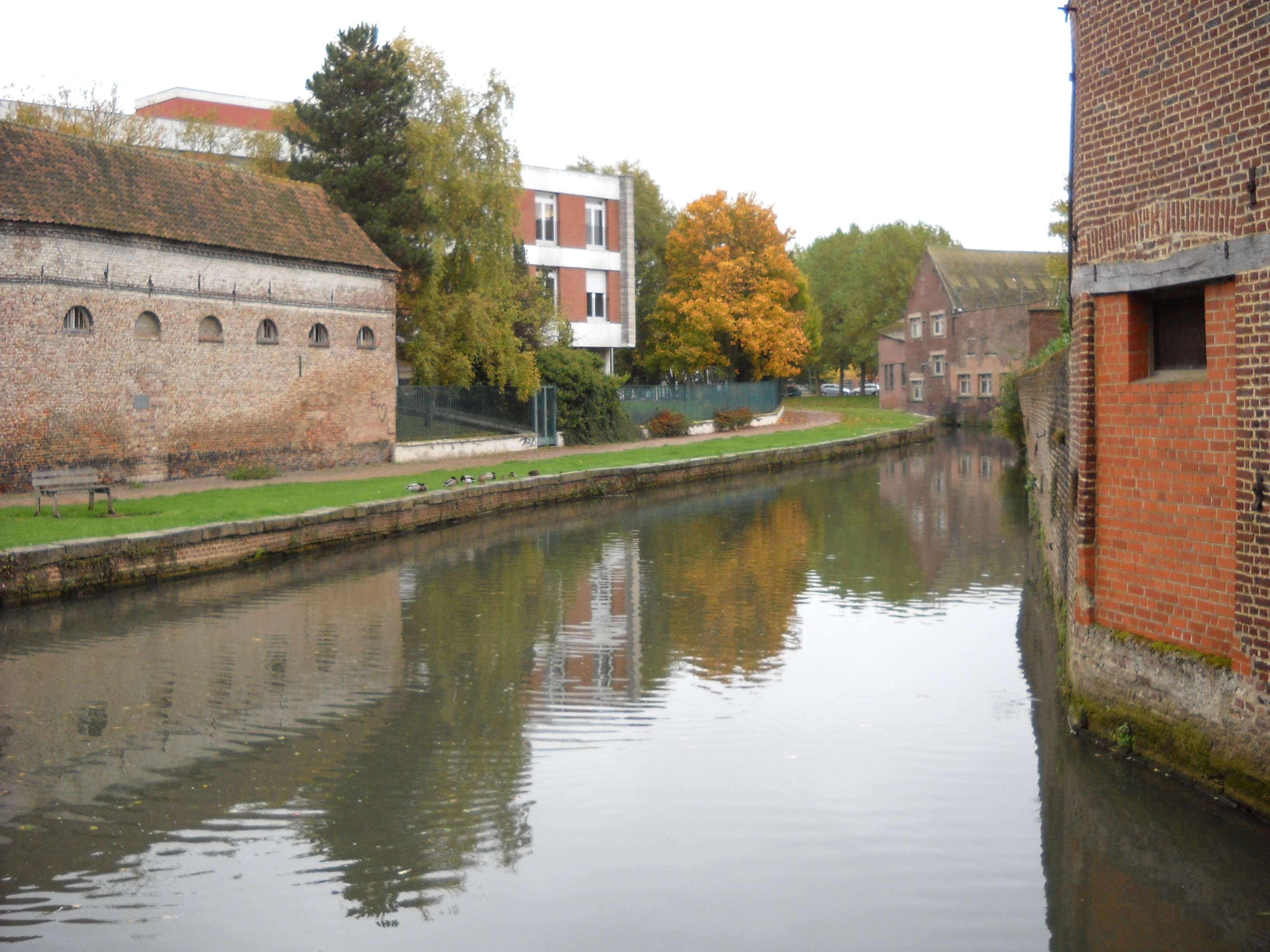
Mündung in die Leie